# Donough O'Brien, II conde de Thomond
Donough O'Brien, II conde de Thomond (en irlandés: Donnchadh Ó Briain; muerto el 1 de abril de 1553), también conocido como "el gordo", era hijo de Connor O'Brien, Rey de Thomond y Annabell Burke. Heredó el condado de su tío, Murrough O'Brien.
O'Brien se casó con Helen Butler, hija de Piers Butler, VIII conde de Ormonde y Lady Margaret Fitzgerald. Murió el 1 de abril de 1553, después de ser atacado por sus hermanos en la sede familiar de Clonroad. Su hermano Donald fue nombrado rey de Thomond por los Dalgais, pero su hijo, Connor, se alió con los ingleses y recuperó el control de sus tierras.
Hijos de Donough O'Brien y Helen Butler:
- Margaret O'Brien (d. 1568) casada con Dermod O'Brien, II barón Inchiquin
- Connor O'Brien, III conde de Thomond (c. 1534 – 1581)
- Donal o Daniel
- Honora casada con Teige Macnamara

O'Brien también engendró una hija ilegítima, Mary, casada con Theobald Burke, hijo de William Burke, Barón Bourke de Castleconnell.

## Lectura más lejana
- Lodge, John; Archdall, Mervyn (1789). The peerage of Ireland: or, A genealogical history of the present nobility of that kingdom 2. Dublin: James Moore. pp. 27-30. Consultado el 28 de diciembre de 2011.

| Nobleza de Irlanda             | Nobleza de Irlanda         | Nobleza de Irlanda          |
| ------------------------------ | -------------------------- | --------------------------- |
| Nueva creación                 | Baron Ibrackan 1543–1553   | Sucedido por Connor O'Brien |
| Precedido por Murrough O'Brien | Conde de Thomond 1551–1553 | Sucedido por Connor O'Brien |

- Datos: Q5296815